# 葉秋木
葉秋木（1908年9月12日—1947年3月12日），台灣的政治人物，於二二八事件中遇難。屏東市人。

## 生平

### 日治時期
葉秋木於日本中央大學就學期間，是台灣旅居東京的留學生左翼運動的健將之一，並且成立「臺灣文化同好會」；肄業之後，曾經營水泥瓦、原木等進口生意。第二次世界大戰之後，盟軍授權中華民國政府軍事佔領台灣澎湖處理日軍投降等事宜，並代表盟軍暫時管理台灣澎湖，葉秋木被派任三民主義青年團屏東分團組織員，1946年3月當選屏東市參議會參議員，並被推為副議長。

### 戰後時期
1947年二二八事件爆發，屏東市也發生了民眾的起事，市長龔履端逃亡。3月初，屏東市成立二二八事件處理委員會屏東分會，任二二八事件處理委員會屏東分會副主任委員。議長張吉甫藉病不出乃代理主持會議，葉秋木被推為臨時市長。
3月8日，國軍攻入屏東市並進行捕殺活動，葉秋木遭國府軍拘捕。之後，以「暴亂首謀」名義遊街示眾，於屏東市台灣銀行前三角公園遭槍決。被控行為不端，遭到槍決。 據口述歷史，被逮捕的葉秋木下場十分悲慘，國軍以「暴亂首謀」的罪名，割掉鼻耳及生殖器，將葉秋木拖出去遊街示眾，最後再予以槍殺。